# Gang de Wonderland
Le Gang de Wonderland était une organisation de trafiquants de drogue qui ont dominé le commerce de cocaïne de Los Angeles vers la fin des années 1970 et au début des années 1980. Le 1er juillet 1981, le gang est victime d'un des massacres les plus sanglants dans l'histoire de la Californie, maintenant connu sous le nom de meurtres de Wonderland.

## Membres
Le gang était composé de :
- Ronald Launius (18 mai 1944 - 1981) (chef)
- Billy Deverell (14 février 1937 - 1981)
- David Clay Lind (24 octobre 1938 - 1995) (une ancienne connaissance de prison de Launius)
- Joy Audrey Gold Miller (14 mai 1935 - 1981) (la petite amie de Deverell)
- Tracy Raymond McCourt (20 février 1949 - 2006)

Le gang de Wonderland baignait principalement dans le trafic de cocaïne en pleine expansion à l'époque, mais la plupart de ses membres étaient dépendants à l'héroïne. La planque était localisée au 8763 Wonderland Avenue dans le quartier de Laurel Canyon de Los Angeles. La maison était louée au nom de Miller. Celle-ci et Launius étaient les résidents habituels. Lind, d'habitude résidant dans la région de Sacramento, est venu à Los Angeles pendant l'été 1981 à la demande de Launius, pour les aider dans leurs affaires croissantes de trafic de drogue. Amenant avec lui sa petite amie Barbara Richardson, les deux ont dormi sur le canapé du salon pendant leur séjour dans la maison de Wonderland.

### Ron Launius
Launius était le chef du gang de Wonderland. Il a commencé sa carrière criminelle tout en servant dans l'armée US au Viêt Nam et, à l'heure de sa mort, était le suspect dans 27 affaires de meurtre, y compris celle de l'agent de sport Vic Weiss. Launius était réputé pour ses évasions ; quand des accusations ont été rapportées contre lui pour le meurtre d'un informateur, le témoin principal a été mystérieusement abattu, et les charges ont, plus tard, été laissées tomber.
En plus de sa réputation de meurtrier, Launius s'était construit une image de mercenaire impitoyable, ce qui l'a aidé à asseoir son autorité sur le gang. Au milieu des années 1970, il a été piégé au Mexique et attiré dans un guet-apens par des membres d'un cartel de drogue mexicain, qui lui ont volé 100 000 $ et ont enlevé son épouse. Launius est revenu aux États-Unis, a braqué deux banques pour réunir l'argent de la rançon, et est retourné au Mexique. Peu de temps après, Launius, retourné aux États-Unis avec son épouse, les hommes qui avaient arrangé son voyage au Mexique ont été retrouvés morts. La police a considéré Launius comme principal suspect mais n'a jamais pu démontrer sa culpabilité.
Launius vivait aussi intensément qu'il travaillait. En plus de s'occuper des affaires de drogue, il en consommait également et buvait beaucoup, alimentant son comportement violent. Au moment de sa mort, le style de vie de Launius avait commencé à entamer sa santé. Son autopsie a indiqué une cirrhose du foie, et de nombreuses marques d'injections intraveineuses, vieilles et récentes.
On a plus tard signalé que Launius était suspect dans 37 meurtres plutôt que 27, et qu'il avait tué les ravisseurs mexicains pour libérer son épouse.

### Billy Deverell
Billy Deverell, un des membres les plus âgés de la troupe, agit en tant que bras droit et voix de raison de Launius. Lind l'a décrit comme un individu noble qui avait été leurré par le monde de la drogue en raison de l'argent facile, et a indiqué que Deverell éprouvait des périodes de troubles, détestant ses actions, pendant lesquelles il exprimait un désir de laisser tomber la drogue. En plus de s'occuper des drogues, Deverell était également un consommateur important d'héroïne et avait été arrêté treize fois pour ça. L'autopsie indiquait de nombreuses marques d'injection sur ses avant-bras intérieurs, en plus d'une hyperplasie des ganglions lymphatiques, un signe commun d'abus de narcotiques.

### David Lind
Un membre de l'Aryan Brotherhood, David Lind était un membre d'un gang de biker et un consommateur d'héroïne qui a connu Launius en prison. En 1981, à la demande de Launius, Lind s'est rendu à Los Angeles pour rejoindre le gang de Wonderland et pour les aider dans leurs affaires. Au moment des meurtres de Wonderland, Lind avait été incarcéré plusieurs fois pour cambriolage, contrefaçon, braquage, et tentative de viol. La place de Lind dans le monde de la drogue était et demeure sombre à cause des allégations des trafiquants de drogue rivaux qu'il aurait travaillé en tant qu'informateur pour la police.

### Joy Audrey Gold Miller
Petite amie de Billy Deverell, et l'individu qui louait la maison de Wonderland. Une mère divorcée avec des enfants adultes, Joy était une consommatrice d'héroïne qui était tombée dedans avec le gang de Wonderland par son immersion dans le monde de la drogue. Avant que Holmes fréquente le groupe, Miller avait été opérée à cause d'un cancer du sein et avait fait enlever ses deux seins. Holmes a affirmé ceci et qu'elle ne faisait rien pour réduire son utilisation d'opiacé.

### Barbara Richardson
Membre non officiel du gang de Wonderland, Richardson était, alors, la petite amie de David Lind, bien qu'il s'avère qu'ils n'étaient pas exclusifs. Elle était la plus jeune du groupe, 23 ans. Ses quatre tatouages étaient des images d'une fleur, d'un champignon, d'un papillon, et de Minnie Mouse.
Barbara et Lind auraient été des informateurs de la police de Sacramento quelque temps avant leur départ pour la Californie méridionale.
Elle possédait également des marques d'injections d'héroïne.

## Affaires criminelles
Le gang de Wonderland est principalement connu pour ses ventes de drogue, qui se sont concentrées sur la cocaïne avec des affaires occasionnelles d'héroïne.
Mais comme n'importe quelle entreprise moderne, le gang s'est diversifié. En plus de la distribution de drogue, il a gagné des revenus additionnels par des cambriolages, et des vols des trafiquants de drogue rivaux.